# Parcul Național Rondane
Parcul Național Rondane (în norvegiană: Rondane nasjonalpark) este cel mai vechi parc național din Norvegia, înființat la 21 decembrie 1962. Pe teritoriul parcului se află zece vârfuri muntoase cu altitudini de peste 2.000 de metri, cel mai înalt fiind Rondeslottet cu o înălțime de 2178 m. Parcul este un habitat important pentru turmele de reni sălbatici.